# ヘッケ指標
数論では、ヘッケ指標(Hecke character)はディリクレ指標の一般化であり、エーリッヒ・ヘッケによりディリクレのL-函数よりも大きな L-函数のクラスを構成するために導入された。ヘッケのL-函数はデデキントゼータ函数の自然な設定とリーマンゼータ函数の満たす函数等式に似た函数等式を持つ。

## 定義
ヘッケ指標は、数体や大域函数体のイデール類群の（擬）指標(Multiplicative character)である。ヘッケ指標は、射影的写像をもつ合成を経由して、主イデール上自明なイデールの擬指標に一意に対応する。
この定義は指標の定義に依存している。指標の定義は書籍の筆者により少し異なっている。0 を含まない複素数（「擬指標とも言う）への準同型として定義されるかもしれないし、C の単位円の群(unit circle in C)（「ユニタリ性」）であるかもしれない。任意のイデール類群の擬指標は、一意的にユニタリ指標にノルムの実数べきをかけた値として書くことができ、2つの定義にさほどの大きな差異はない。
ヘッケ指標 χ の導手(conductor)は、χ が mod m のヘッケ指標となる最大イデアルの m のことである。ここにmod m のヘッケ指標 χ とは、全ての v-adic な成分が 1 + m Ov にあるような有限なイデール群の上の指標と考えたとき、χ が自明な場合を言う。

## 量指標
ヘッケに遡ると、ヘッケ指標の元となる量指標(Größencharakter、Grössencharakter, Grossencharacterなどと書かれる）の定義は、分数イデアル上の指標を使っていた。数体 K に対し、m = mfm∞ を、有限部分としては K のイデアル mf を持ち、無限部分としては K の実数の座(place)の「形式的な」積として持つ K-モジュラス(modulus)とする。Im で K の分数イデアルの群を素イデアル mf を表し、Pm で主分数イデアル (a) の部分群を表す。ここに a は、その因子の多重度に応じて、各々の m の座で 1 に近く。mf の中の各々の有限の座 v に対し、ordv(a - 1) は、少なくとも mf の中の v の成分と同じ大きさであり、a は m∞ への各々の実埋め込みの下では正である。modulus m を持つ量指標は、Im から 0 でない複素数への群準同型であり、Pm の中のイデアル (a) に対し、その値は、K のすべてのアルキメデス的完備化の乗法群の積から 0 でない複素数への連続写像の a での値に等しい。アルキメデス的完備化の乗法群上では、この準同型の各々の局所成分は、同じ実数成分を持っている。（ここに、K 上の様々なアルキメデス的な座に対応する埋め込みを使い、K のアルキメデス的完備化の積の中へ a を埋め込む。）このようにして、量指標は modulo m とする射類群(ray class group)上で定義される。ここの射類群とは商 Im/Pm である。
厳密に言うと、ヘッケは、総実な生成子を持つような場合の主イデアルの振る舞いについての基本的な事項を作った。従って、上の定義について、彼は全ての実数の座が現れるモジュラスを持つ仕事をしたのみであった。無限部分 m∞ は、現在では無限タイプの考え方に含まれている。

## 量指標とヘッケ指標の関係
両者は1対1に対応する本質的に同じ概念であるが、イデアルでの定義はイデール的な定義よりも非常に複雑で、ヘッケの定義したことの動機は、（ヘッケのL-函数と呼ばれる）L-函数の構成にあった。 ヘッケのL-函数はディリクレのL-函数の考えを、有理数から他の代数体へ拡張したものである。量指標 χ に対し、そのL-函数は、次のディリクレ級数として定義される。
{\displaystyle \sum _{(I,m)=1}\chi (I)N(I)^{-s}=L(s,\chi )\,}
の和は、量指標のモジュラス m と素な整数イデアルを渡る。記号 N(I) はイデアルノルム(ideal norm)を意味する。部分群 Pm 上の量指標の振る舞いを統制する共通の実数部の条件は、ディリクレ級数がある適切な半平面の領域で絶対収束することを意味している。ヘッケはこれらのL-函数が全複素平面へ有理型接続を持ち、指標が自明であるときには s = 1 でオーダー 1 である極を持ち、それ以外では解析的であることを証明した。原始ヘッケ指標（原始ディリクレ指標に同じ方法である modulus に相対的に定義された）に対し、ヘッケは、これらのL-函数が指標の L-函数の函数等式を満たし、L-函数の複素共役指標であることを示した。
主イデアル上の座と、無限での座を含む全ての例外有限集合の上で 1 である単円の上への写像を取ることで、イデール類群の指標 ψ を考える。すると、ψ はイデアル群 IS の指標 χ を生成し、イデアル群は S 上に入らない素イデアル上の自由アーベル群となる。 S に入らない各々の素イデアル p の統一された元 π を取り、各々の p を、p の中では π であり、そうでない場合は 1 であるようなイデールのクラスへ写すことにより、IS からイデアル類への写像 Π を定義することができる。χ を Π と ψ の合成とすると、χ はイデアル群上の指標としてうまく定義できる。
逆の方向では、IS の許容(admissible)指標 χ が与えられると、一意にイデール類群 ψ が対応する。 ここの許容とは、集合 S を基礎とする modulus m が存在し、指標 χ が 1 mod m であるイデアル上で 1 となることを言う。
指標が大きいということは、指標が有限オーダーのタイプではないことを意味する無限タイプであるということである。有限オーダーのヘッケ指標は、ある意味で、すべて類体論により考慮されていて、それらの L-函数はアルティンのL-函数によりアルティン相互法則として示されている。しかし、ガウス体(Gaussian field)と同じくらい単純な体でさえ、重要な方法で有限のオーダーを超えたヘッケ指標を持っている（以下の例を参照）。後日の虚数乗法論の発達では、大きな指標の固有な座の存在が、代数多様体の、（ひいては、モチーフの）重要なクラスのハッセ・ヴェイユのL-函数を提供することになることを示していた。

## 特別の場合
- ディリクレ指標(Dirichlet character)は、有限位数のヘッケ指標である。ディリクレ指標は、あるモジュラス m に関して 1 であるような総正な主イデアルの集合での値により決定される。[5]
- ヒルベルト指標（英語版）(Hilbert character)は、導手が 1 の ディリクレ指標である。[5] ヒルベルト指標の数は体の類群の位数であり、類体論は類群の指標とヒルベルト指標を同一視する。

## 例
- 有理数体に対し、イデール類群は正の実数なす乗法群と p 進整数環の単数群全てとの積に同型である。ヘッケ指標は絶対値のべきとディリクレ指標の積となる。

- 導手 1 のガウス整数のヘッケ指標 χ は次の形となる。

{\displaystyle \chi ((a))=|a|^{s}(a/|a|)^{4n}}
s を虚数で n を整数として、イデアル (a) の生成子を a とする。ガウス整数環の単数は i のべきなので、指数が 4 の倍数である事から指標がイデアルの上で定義される。

## テイトの論文
L(s,χ) の函数等式のヘッケによるもともとの証明は、明らかにテータ函数を使った。ジョン・テイト(John Tate)の1950年のプリンストンの博士論文は、指導教官のエミール・アルティン(Emil Artin)の元で書かれ、ポントリャーギン双対を系統的に適用し、特殊函数を使う必要性をなくした。同様な理論が独立に岩澤健吉(Kenkichi Iwasawa)よっても開発されていて、1950年のICMの彼のトークの主題となった。後日、ヴェイユ(Weil)によるブルバキ・セミナー(Bourbaki seminar)での再定式化 Weil 1966 では、テイトの証明のある部分は、シュワルツ超函数により表現されるのではないかということであった。与えられた χ によるイデールの作用の下に変換される K のアデール環の上の（シュヴァルツ・ブリュアのテスト函数の）超函数は、次元 1 となる。

## 代数的ヘッケ指標
代数的ヘッケ指標(algebraic Hecke character)とは、ヘッケ指標のうちで像がある代数体にふくまれるものをいう。代数的ヘッケ指標は、ヴェイユにより1947年にタイプ A0 の名前で導入された。その指標は、類体論や虚数乗法論の中に現れる。
たとえば E を代数体 F 上定義された楕円曲線で虚二次体 K による虚数乗法を持つものとする。S を K の素点のうち E が悪い還元をもつ素点と無限素点をすべて集めた集合とする。このとき K の代数的ヘッケ指標 χ が存在し、p を S に属さない素点とすると値 χ(p) がフロベニウス自己準同型の固有多項式の根であるという性質を持っている。このことから、E のハッセ・ヴェイユのゼータ函数は、χ とその共役の 2つの L 函数の積であることがわかる。